# Escuela de Carabineros de Chile
La Escuela de Carabineros del General Carlos Ibáñez del Campo es una institución de Educación Superior, policial, de carácter militar, cuya misión principal es el diseño, desarrollo y ejecución del proceso educacional de formación inicial de los Oficiales de la Institución.

## Historia
La Escuela de Carabineros fue creada por Decreto Supremo el 19 de diciembre de 1908, por gestión del Comandante Roberto Dávila Baeza, bajo el nombre de Escuela de Carabineros del Ejército, con la misión de preparar a Suboficiales, Clases y Tropa del "Cuerpo de Carabineros", una agrupación de regimientos y escuadrones de caballería del Ejército, comandado bajo el mando del Ministerio del Interior y dedicado principalmente a la seguridad de caminos, ferrocarriles y sectores rurales, el cual fue paulatinamente ganando mayores niveles de prestigio y autonomía. Al año siguiente, se formó un curso de "Aspirantes a Oficiales". 
Once años después, en 1919, se dictó la primera Ley Orgánica del Cuerpo de Carabineros, que lo definió como “una institución militar encargada de velar por el mantenimiento del orden en todo el territorio de la República y en particular en los campos y caminos públicos”, dependiente del Ministerio del Interior, independizándose del Ejército a contar de esa fecha.
Su primer director fue el Mayor de Caballería Francisco Flores Ruiz, quien también es el autor de la letra del Himno de Carabineros de Chile y padre del compositor Francisco Flores del Campo.
Tras la fusión del Cuerpo de Carabineros (de carácter castrense) con las policías fiscales y municipales (de carácter civil) que dio origen a Carabineros de Chile, este plantel se convirtió en el encargado de formar y perfeccionar a los oficiales de la naciente institución.
En el año 1968, por Ley de la República N°16.811, aprobada por el Senado con fecha 10 de abril de 1968, se promulga la disposición que establece la extensión del nombre a Escuela de Carabineros del General Carlos Ibáñez del Campo, en memoria del dos veces Presidente la República y fundador de la institución General Carlos Ibáñez del Campo, quien también fuera director del plantel en la década de 1920 mientras ostentaba la Jerarquía de Mayor de Caballería.

## Formación académica
El grado que reciben los alumnos es el de "Aspirante a Oficial", a diferencia de los cadetes de las Fuerzas Armadas Chilenas.
Forma tanto a los Oficiales de Orden y Seguridad, Administrador de Seguridad Pública como a sus pares de Intendencia, Administrador de Contabilidad y Finanzas Pública.
La formación del Oficial de Carabineros tiene una duración de 8 semestres académicos, los seis primeros corresponden a un Régimen de Internado, en el cual el alumno, en calidad de Aspirante a Oficial, se le entrega conocimiento en distintas áreas académicas (Fundamentos Institucionales, Jurídicos, Psico - sociocomunicacionales y Físico deportivas).
Culminado el Octavo Semestre, se egresa con el Grado de Subteniente de Carabineros y se inicia un régimen de externado donde se ejecuta la Práctica Profesional en Unidades Operativas de Carabineros y se desarrolla el Trabajo de Título para obtener el Grado Académico.

## Carrera institucional
Aquí se presenta el escalafón que obtienen los Aspirantes y Oficiales de Carabineros de Chile durante su carrera militar:
| Años de estudio     | Grado               | Rango |
| ------------------- | ------------------- | ----- |
| 1° - 4° año Escuela | Aspirante a oficial |       |

| Años de oficial | Grado             | Rango              |
| --------------- | ----------------- | ------------------ |
| 5º - 7° año     | Subteniente       | Oficial subalterno |
| 8° - 10° año    | Teniente          | Oficial subalterno |
| 11° - 18° año   | Capitán           | Oficial subalterno |
| 19° - 24 año    | Mayor             | Oficial jefe       |
| 22° - 25° año   | Teniente coronel  | Oficial jefe       |
| 26° - 30° año   | Coronel           | Oficial superior   |
| ---             | General           | Oficial general    |
| ---             | General inspector | Oficial general    |
| ---             | General director  | Oficial general    |

## Ubicación
En la actualidad, la Escuela de Carabineros cuenta con un moderno cuartel emplazado en el mismo Sitio de la Avenida Antonio Varas N.º 1842 en la comuna de Providencia, Santiago, sobre un terreno de 13,57 hectáreas en el que fuera fundada.